# Acuífero reborde mesozoico del Guadarrama

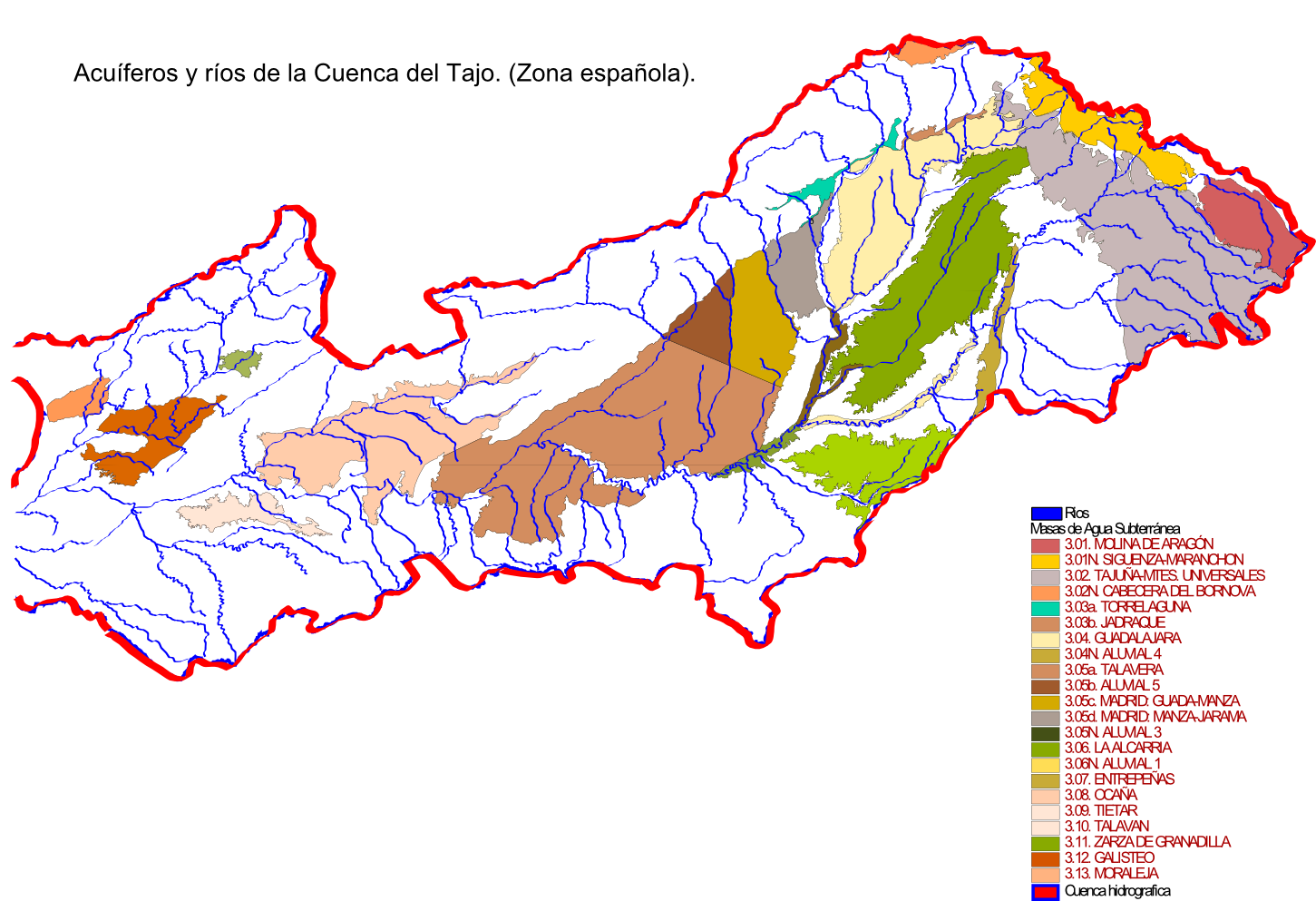
Acuíferos de la Cuenca del Tajo

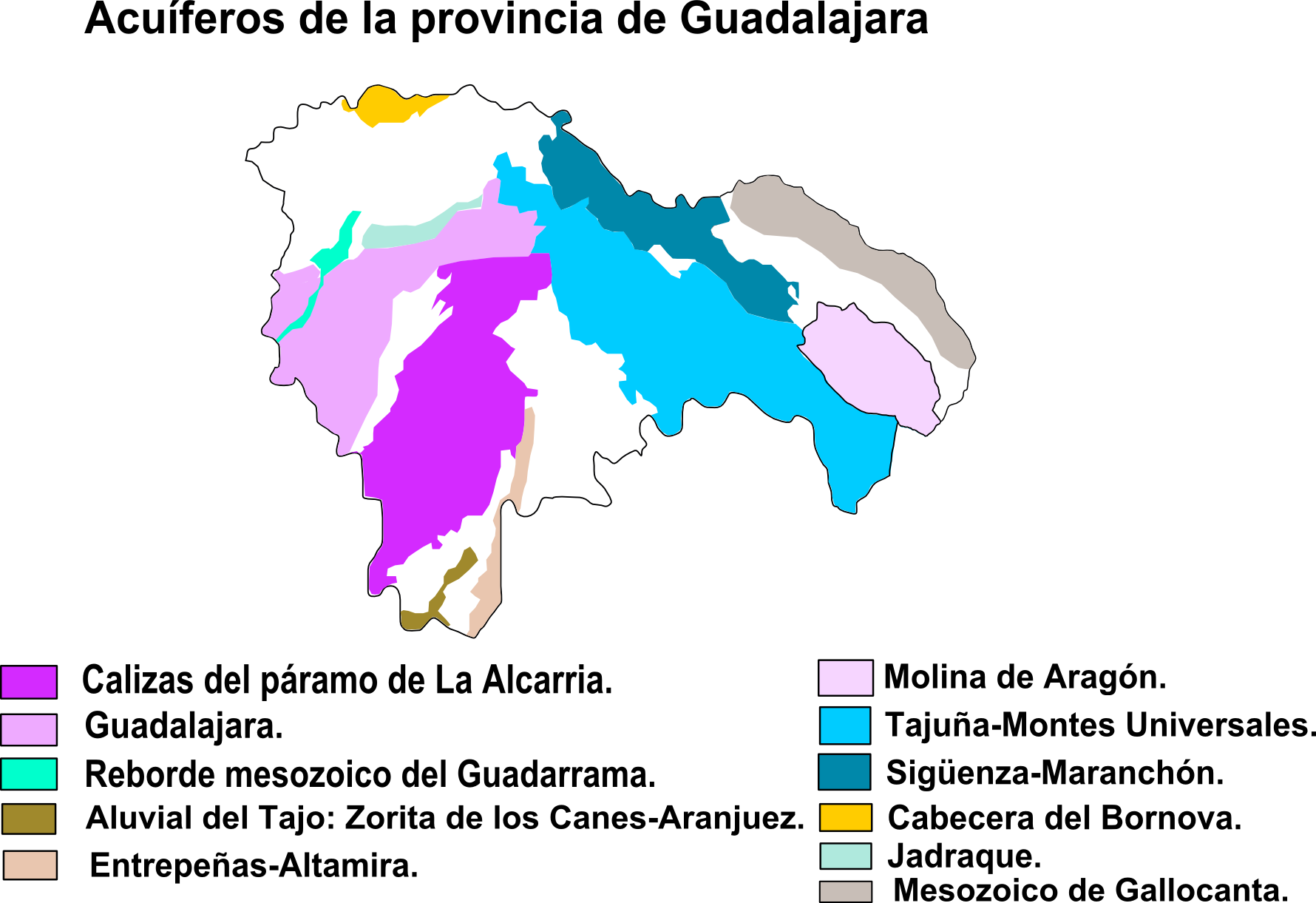
Acuíferos de la provincia de Guadalajara

El sistema acuífero n.º 17 Reborde mesozoico del Guadarrama, está situado en la parte norte del sector oriental de la cuenca del Tajo. Constituye una unidad hidrogeológica bien diferenciada que se extiende de suroeste a noreste en una franja de 120 km de longitud y entre 500 y 2.500 metros de anchura, desde las inmediaciones de las confluencias de los ríos Guadalix y Jarama hasta las proximidades de Sigüenza.

## Descripción
Desarrollado al norte de la Comunidad de Madrid y en parte de la provincia de Guadalajara, forma un resalte más o menos acusado que separa los relieves paleozoicos de la Sierra de Guadarrama de los de la depresión terciaria de la cuenca de Madrid. Está limitado, al norte, por los materiales paleozoicos (pizarras, gneises, granitos, etc) de Guadarrama; al sur por los materiales Terciario-detríticos de la cuenca de Madrid (Subunidad Madrid-Toledo del Sistema acuífero n.º 14); al este por los materiales mesozoicos del flanco occidental del Sistema Ibérico; alcanza una superficie de 140 km².
El conjunto del sistema está recorrido por los ríos Jarama, Sorbe, Bornova, Cañamares y Salado que lo drenan o recargan en función de la posición relativa de los cauces al nivel piezométrico de las unidades que forman el sistema.

## Calidad de las aguas
Las aguas del Sistema 17 son de dureza media con una mineralización entre ligera y notable y con un carácter bicarbonatado cálcico predominante.